# 신게촌
신게촌(일본어: 新家村)은 일본 오사카부 히네군·센난군에 설치되었던 촌이다. 현재의 센난시 남동부에 해당한다.